# Sobralia parviflora
Sobralia parviflora är en orkidéart som beskrevs av Louis Otho Otto Williams. Sobralia parviflora ingår i släktet Sobralia och familjen orkidéer. Inga underarter finns listade i Catalogue of Life.